# Налимов, Иван Геннадьевич
Ива́н Генна́дьевич Нали́мов (род. 12 марта 1994, Новокузнецк, Кемеровская область) — российский хоккеист, вратарь.

## Карьера
Воспитанник новокузнецкого хоккея. В 2014 году выбран клубом NHL «Чикаго Блэкхокс» в 6-м раунде под общим 179-м номером. На драфте КХЛ в 2011 году был выбран под общим 12-м номером клубом СКА В апреле 2016 года, когда голкипер «Адмирала» Иван Налимов дебютировал в сборной России, защищая ворота национальной команды в матче против Норвегии в рамках Еврочелленджа получил травму ноги. В матче с «Авангардом» (2:3 ОТ) в рамках регулярного чемпионата КХЛ в 2016 году у вратаря «Адмирала» Ивана Налимова было диагностировано растяжение паховых мышц. В игре с «Авангардом» он был заменён на 45-й минуте. С 2021 года выступает в ВХЛ. С 2022 года является игроком «АКМ» — российская команда по хоккею с шайбой из города Тулы. 
В 2023 году Налимов объявил о завершении карьеры хоккеиста, по причине ухудшения здоровья, планируя стать тренером вратарей. В настоящее время является тренером вратарей хоккейного клуба «Алматы» (Казахстан).

## Достижения
- Участник ЮЧМ 2012
- Участник Subway Series 2013
- Бронзовый призёр МЧМ 2014
- Обладатель кубка надежд 2012
- Серебряный призёр России 2018
- Серебряный призёр КХЛ 2018
- Серебряный призёр КХЛ 2022